# سیارک ۵۶۸۸
سیارک ۵۶۸۸ (به انگلیسی: 5688 Kleewyck، نامگذاری:1991AD2) پنج هزار و ششصد و هشتاد و هشتمین سیارک کشف شده‌است که در ۱۲ ژانویه ۱۹۹۱ کشف شد.
قدر مطلق سیارک برابر ۱۳٫۲۰ است.